# Лукино (Владимирская область)
Лукино — опустевшая деревня в Юрьев-Польском районе Владимирской области России, входит в состав Небыловского сельского поселения.

## География
Деревня расположена в 7 км на юго-восток от центра поселения села Небылое и в 36 км на юго-восток от райцентра города Юрьев-Польский.

## История
В конце XIX — начале XX века деревня входила в состав Андреевской волости Владимирского уезда. В 1859 году в деревне числилось 39 дворов, в 1905 году — 51 дворов, 1926 году — 63 хозяйств.
С 1929 года деревня входила в состав Абабуровского сельсовета Ставровского района, с 1935 — в составе Небыловского района, с 1959 года — в составе Ныбыловского сельсовета, с 1963 года — в составе Юрьев-Польского района. С 2005 года деревня в составе Небыловского сельского поселения.

## Население
| 1859 | 1905 | 1926 |
| ---- | ---- | ---- |
| 246  | 280  | 285  |

| 1859 | 1905 | 1926 | 2002 | 2010 | 2021 |
| ---- | ---- | ---- | ---- | ---- | ---- |
| 246  | ↗280 | ↗285 | ↘0   | →0   | →0   |